# 호세인 아미르압돌라히안
호세인 아미르압돌라히안(페르시아어: حسین امیرعبداللهیان‎, 1964년 4월 23일~2024년 5월 19일)은 이란의 정치인이자 외교관으로 2021년부터 2024년 사망할 때까지 이란의 외무장관을 역임했다. 그는 이전에 2011년부터 2016년까지 아랍 및 아프리카 담당 외무부 차관을 지냈다
그는 이란 의회의 국제 문제 의장 특별 보좌관, 알리 라리자니 의장 시절부터 이슬람 협의체의 국제 문제 사무총장, 모하마드 바게르 갈리바프 의장 시절까지 팔레스타인 인티파다를 지지하는 국제 회의 상임 사무국 사무총장, 팔레스타인 전략 대화 분기별 상무이사 등을 역임했다.
그는 모하마드 자바드 자리프의 임기 첫 3년 동안 유지된 알리 아크바르 살레히 임기 기간 동안 외무부 차관으로 임명되었다. 그는 외무부 국제 관계 학교의 교수였다.
여러 매체는 자리프의 사퇴 선언 이후아미르압돌라히안이 당시 이란 의회 의장이었던 알리 라리자니와의 친분을 언급하며 장관직에 유력한 후보로 추측했다.

## 어린 시절 및 교육
아미르압돌라히안은 1964년에 담간에서 태어났다. 6~7세의 나이에, 그는 아버지를 잃었다. 그는 1994년에 결혼했고 아들과 딸이 있었다. 아미르압돌라히안은 외교부에서 외교관계학 학사 학위를, 테헤란 대학교의 법정치학과에서 국제관계학 석사 학위를, 테헤란 대학교에서 국제관계학 박사 학위를 받았다.

## 연계
아미르압돌라히안은 레바논, 시리아 등의 헤즈볼라와 연계된 저항전선을 지지했으며, 이스라엘과 분쟁 중인 이란 이슬람 공화국과 연계된 다른 흐름들도 지지했다.

## 미국과의 협상
그는 2007년 이라크 바그다드에서 열린 이란-이라크-미 3국 회담에서 이란 협상팀 단장을 맡았다. 이라크 사태를 위험하다고 주장하는 미국인들의 요청으로 회담이 성사된 것이다. 회담은 세 차례나 성과 없이 실패했다. 아미르압돌라히안은 이후 회담에 대해 미국인들이 논리적인 말을 듣고 논리적인 답을 하지 못하자 자리를 떠났다고 말했다. 그는 미국이 의제를 정해야 한다고 생각했지만 이슬람 공화국이 이를 허용하지 않아 의제는 당사자들의 합의로 정해야 한다고 결정했다고 미국 협상의 시작을 더 자세히 설명했다.

## 경력
아미르압돌라히안은 외교부 국제관계학과의 초빙교수였다.

### 외무장관
2021년부터 이라크는 2016년 외교 관계를 단절한 사우디아라비아와 이란 사이에 5차례의 직접 회담을 개최했다. 장관급 회담 6차 회담은 교착 상태에 빠졌지만, 2022년 12월 요르단 암만에서 열린 회담 후 아미르압돌라히안과 파이살 빈 파르한 알 사우드 사우디아라비아 외무장관은 양국이 "더 많은 대화에 열려 있다"고 신호를 보냈다. 2023년 1월, 파이살은 다보스에서 열린 세계 경제 포럼 패널에 참석하여 "리야드는 이란과 대화를 찾으려고 노력하고 있다"고 거듭 강조했다. 양국은 중국의 중재로 2023년 3월 10일 관계 재개를 발표했다. 이는 이란-사우디아라비아 대리 분쟁을 완화하여 예멘, 시리아, 이라크, 레바논 및 바레인에 안정을 가져다 줄 수 있다.
아미르압돌라히안은 2023년 7월 카타르 외무장관 모하메드 빈 압둘아지즈 알 쿨라이피와 만났다. 그들은 인프라 프로젝트에 대한 공동 작업에 대해 논의했다.
2023년 10월 14일 유엔 외교관 토르 베네슬란과의 회담에서 아미르압돌라히안은 이스라엘이 가자 지구를 지상 침공할 경우 이란이 이스라엘-하마스 전쟁에 개입할 수 있다고 경고했다.
2023년 10월 15일, 아미르압돌라히안은 카타르 도하에서 하마스 지도자 이스마일 하니예를 만났다.

## 사망
2024년 5월 19일, 아미르압돌라히안과 에브라힘 라이시 대통령이 탑승한 헬리콥터가 아제르바이잔과 이란 국경의 바르자칸 마을 근처에 추락했다. 둘 다 추락 지점에서 숨진 채 발견되었다. 이 추락은 이란의 동아제르바이잔주의 악천후 때문에 발생했다.